# Edifício Dacon
Edifício Dacon visto a partir da entrada do Museu da Casa Brasileira
O Edifício Dacon é um edifício localizado no bairro do Jardim Europa, zona oeste de São Paulo, dentro da região conhecida como Centro expandido de São Paulo. Situado na confluência das avenidas Brigadeiro Faria Lima, 9 de Julho e Cidade Jardim, ele fica localizado em um dos principais centros financeiros e corporativos da cidade. É reconhecido devido a sua icônica fachada de vidros verdes e formato cilíndrico da torre.

## Histórico
Com projeto assinado pelo arquiteto Ricardo Julião, o edifício foi inaugurado em 1981 para servir de sede para a Distribuidora de Automóveis, Caminhões e Ônibus Nacionais (Dacon), rede de concessionárias Volkswagen e representante comercial dos automóveis fabricados pela Porsche no Brasil.
Sua torre possui 96 metros de altura, a fachada é revestida com placas de vidro japonesas esverdeadas, sendo o primeiro edifício da cidade de São Paulo a receber painéis de vidro em toda a fachada.
Entre 1989 e 1990, foi cenário da novela Cortina de Vidro, produzida e exibida pelo SBT. Um estúdio adaptado e cenários chegaram a ser montados e utilizados no último andar do prédio, porém pouco depois do início das gravações da novela, o imóvel foi vendido para novos administradores que não autorizaram a continuidade das filmagens no local.
Na trama, o edifício foi incendiado para justificar a mudança de cenário abrupta.

### Locatários
No edifício, funcionam alguns escritórios locais de empresas multinacionais, duas agências bancárias e uma unidade de medicina diagnóstica do HCor.[carece de fontes?]
Em 2016, foi inaugurada em um salão no térreo do edifício, a primeira e única unidade da rede americana de restaurantes Fleming's no Brasil. A unidade foi permanentemente fechada em 2020.

## Galeria

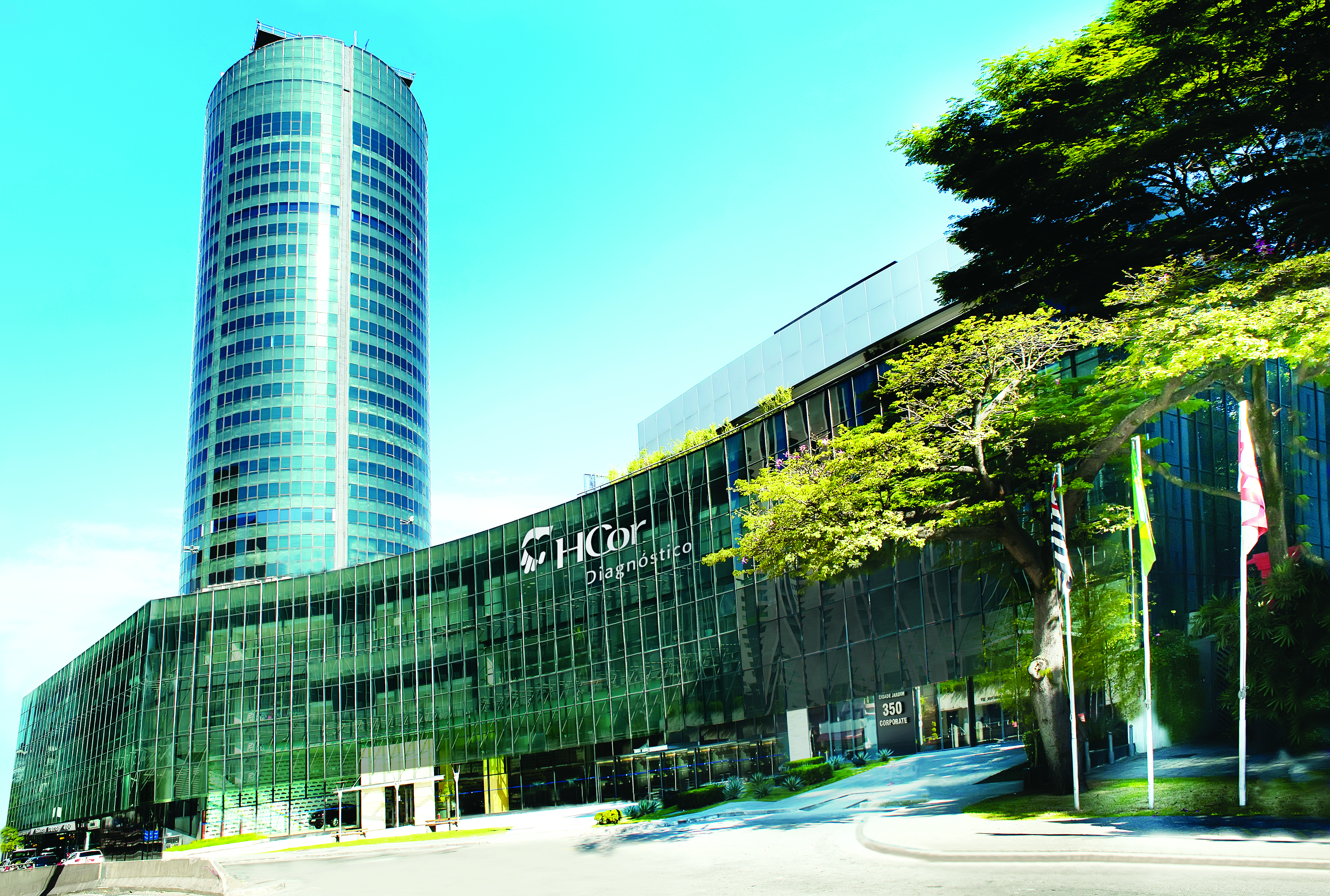
Fachada do edifício vista a partir da Avenida Cidade Jardim
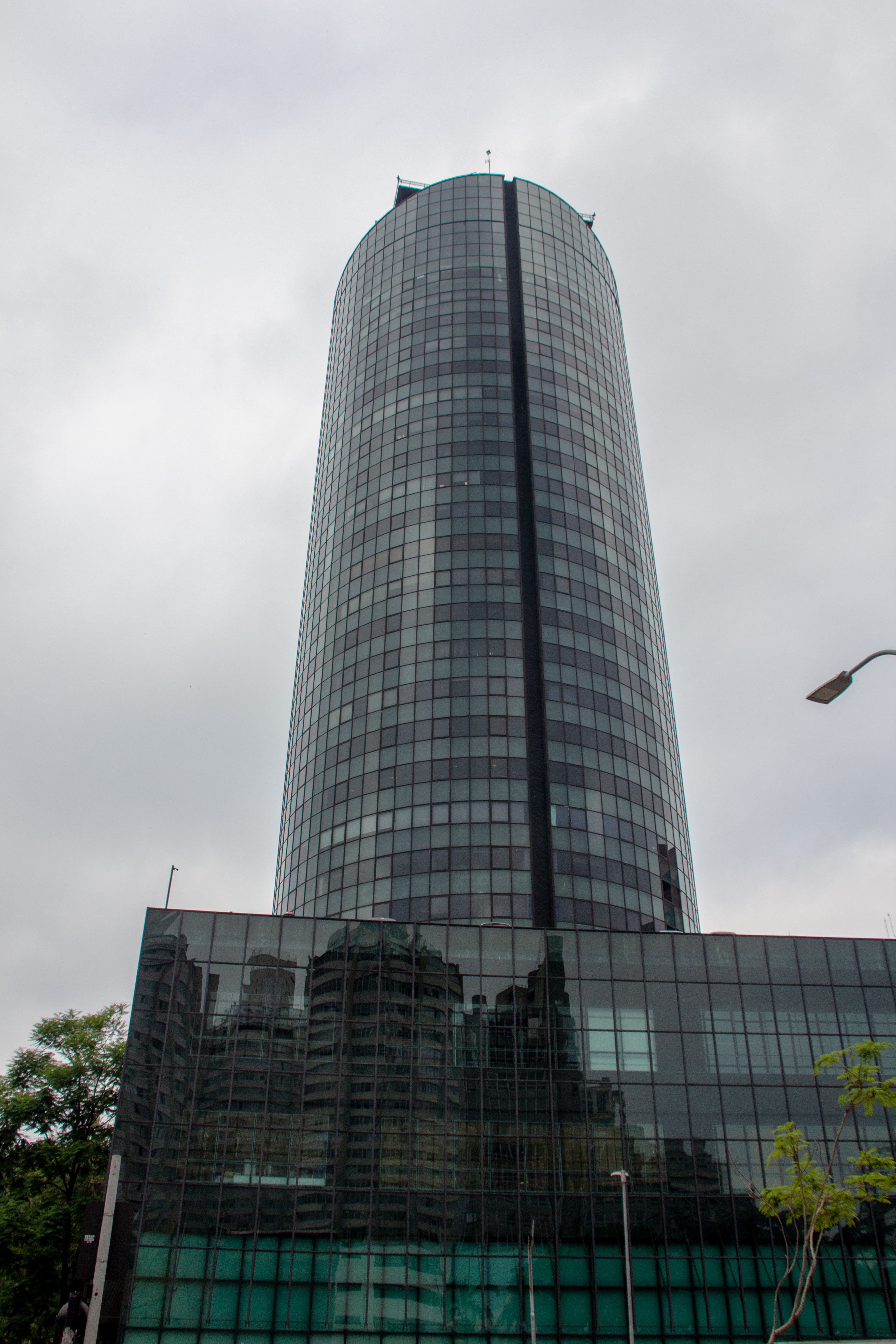
Lateral do edifício vista a partir da esquina das avenidas Cidade Jardim e Brigadeiro Faria Lima